# Vienne-la-Ville
Vienne-la-Ville è un comune francese di 189 abitanti situato nel dipartimento della Marna nella regione del Grand Est.

## Società

### Evoluzione demografica
Abitanti censiti